# Pseudactinia flagellifera
Pseudactinia flagellifera is een zeeanemonensoort uit de familie Actiniidae.
Pseudactinia flagellifera is voor het eerst wetenschappelijk beschreven door Hertwig in 1882.